# ストールストックホルムス・ロカールトラフィーク
AB ストールストックホルムス・ロカールトラフィーク (アーベー ストールストックホルムス・ローカルトラフィーク、スウェーデン語：AB Storstockholms Lokaltrafik) はスウェーデン・ストックホルム県内の公共交通機関を担当する公営交通である。ストックホルム県ランスティングが所有する株式会社で、県内のバスを運行する他、近郊電車、スウェーデン国内唯一の地下鉄も運行している。しばしばSLと省略され、ロゴマークも省略形をあしらったものになっている。

## キャッシュレス
ストールストックホルムス・ロカールトラフィークが運行する電車、地下鉄、バスは現金での乗車が行えない。交通機関専用ICカード「SLカード」を事前に購入しておくか、スマートフォンに専用アプリケーション「SL-biljetter」をインストールし決済方法を指定しておく必要がある。
SLカードの車内での購入は行えず、SLカードや専用アプリ無しで乗車した場合は、無賃乗車となり、罰金を請求される。

## 鉄道

### 主要路線
近郊電車 (Pendeltåg)
- Märsta - (Stockholm Central) - Södertälje centrum - Gnesta
- Bålsta - (Stockholm Central) - Nynäshamn

ストックホルム地下鉄 (Tunnelbanan)
- Röda linjen（赤線）
  - Ropsten/Mörby centrum - (T-Centralen) - Fruängen/Norsborg

- Gröna linjen（緑線）
  - Hässelby strand - (T-Centralen) - Farsta stand/Hagsätra/Skarpnäck

- Blå linjen（青線）
  - Akalla/Hjulsta - (T-Centralen) - Kungsträdgården

その他
- Lidingöbanan
  - Ropsten - Gåshaga brygga

- Nockebybanan
  - Alvik - Nockeby
    - Tvärbanan

- Alvik - Sickla udde
  - ロスラグスバナン - 珍しい891mmの狭軌を採用する鉄道。

- Stockholm Östra (Tekniska Högskolan) - Näsbypark/Österskär/Kårsta
  - Saltsjöbanan

- Slussen - Saltsjöbaden/Solsidan

### 鉄道車両
近郊電車
- X1形
- X10形
- X60形

地下鉄
- Cx形
- C20形

ロスラグスバナン
- X10p形

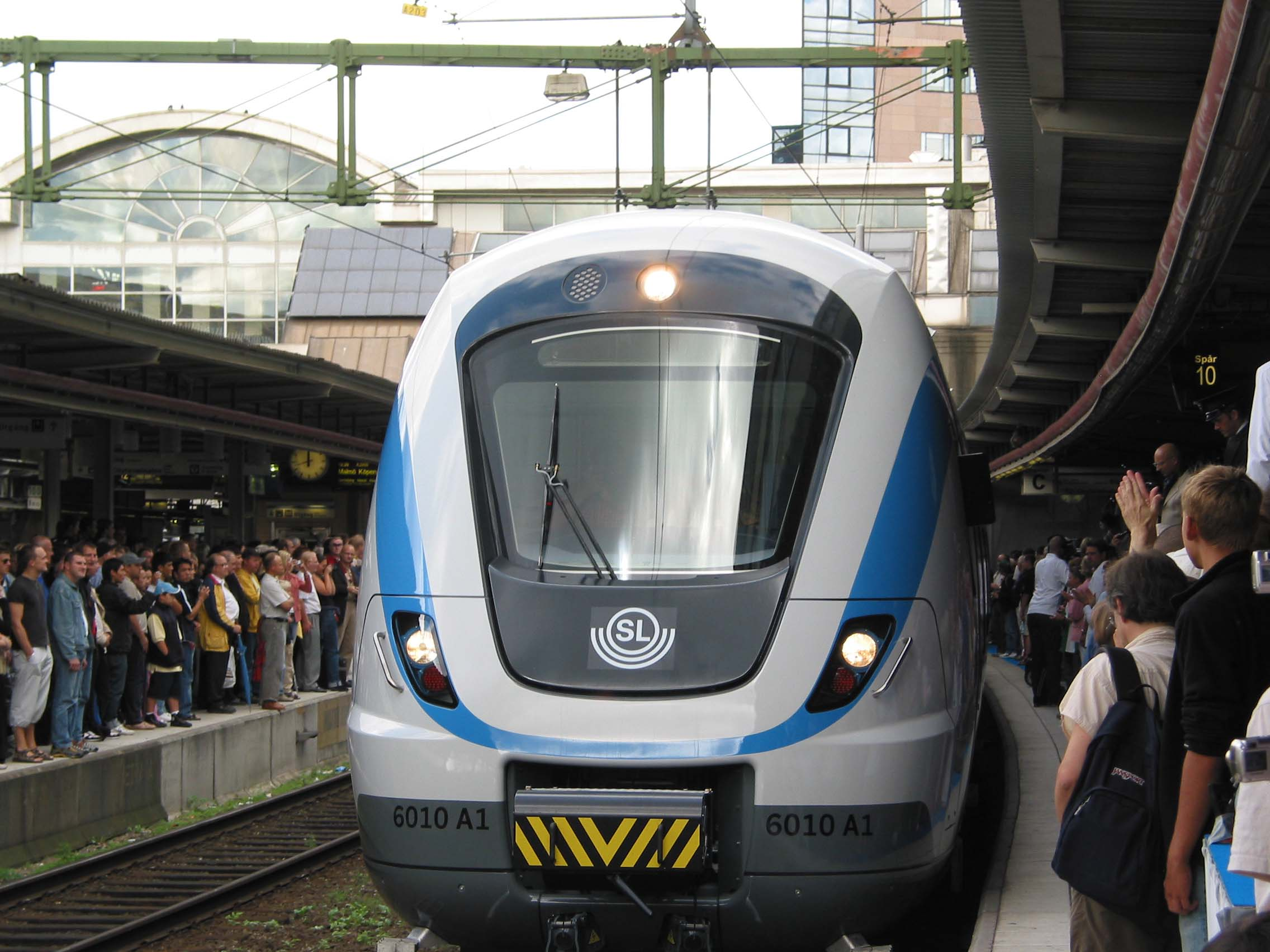
近郊電車用・X60形
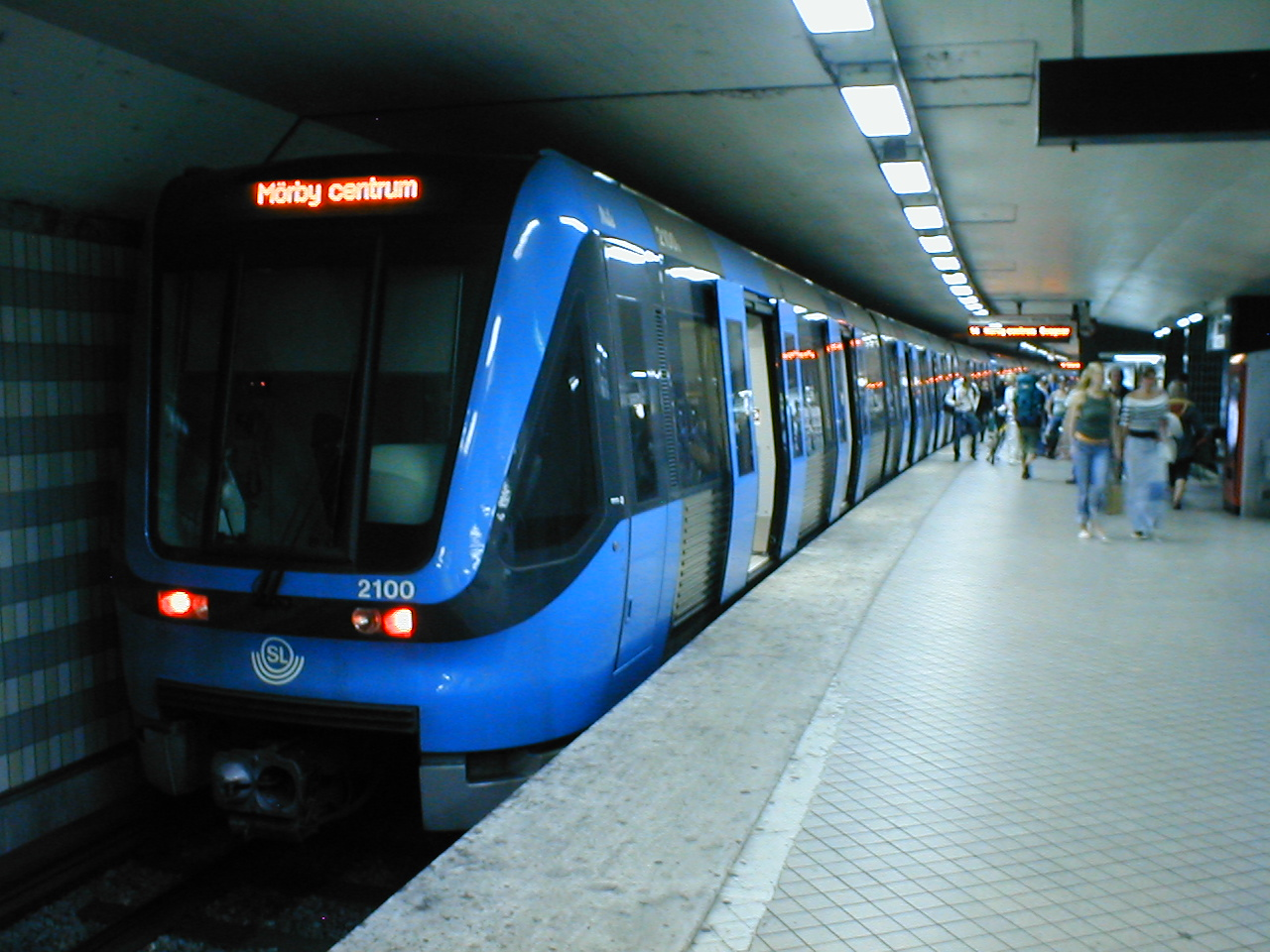
ストックホルム地下鉄・C20形
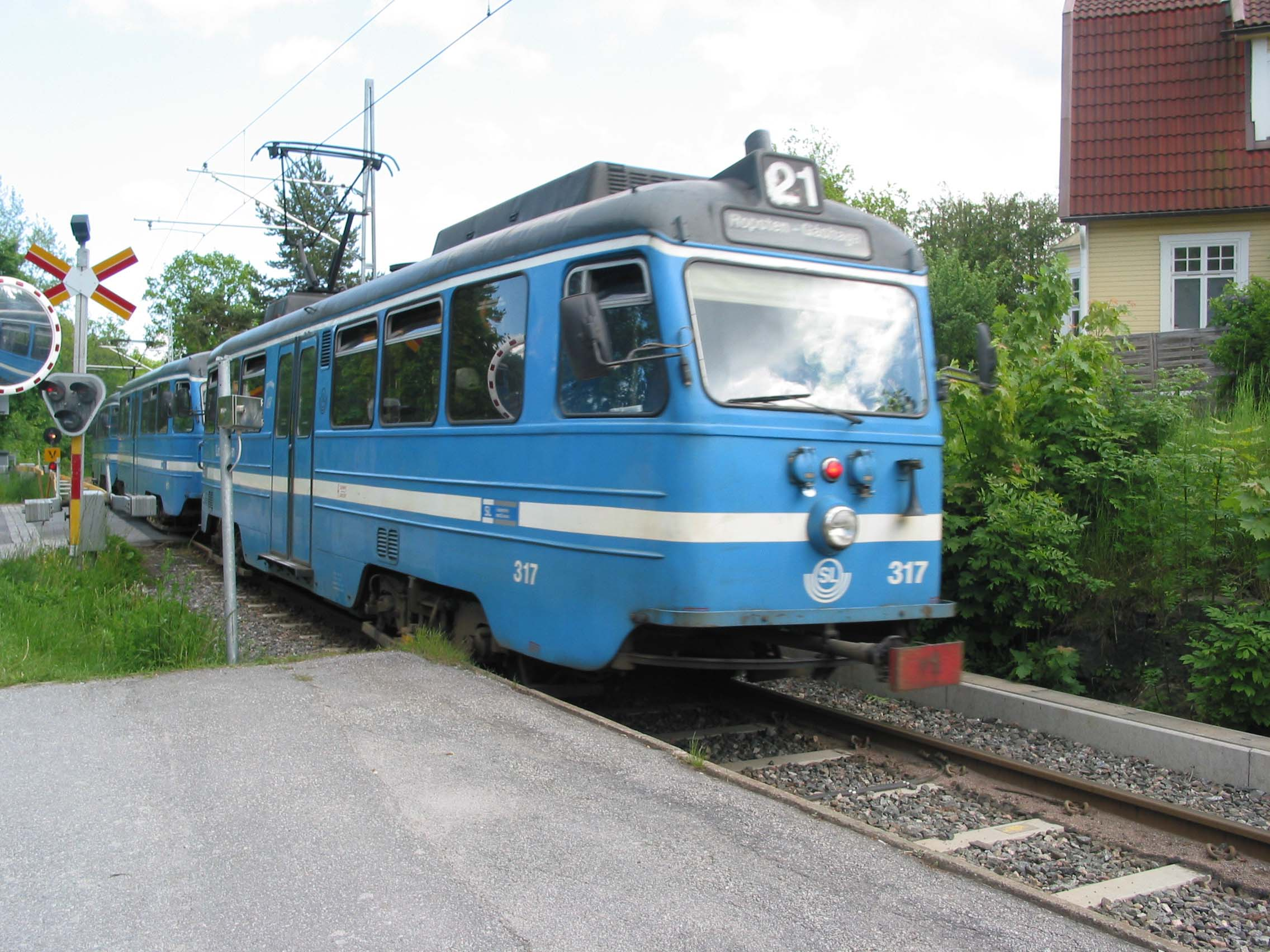
トラム用車両・B形
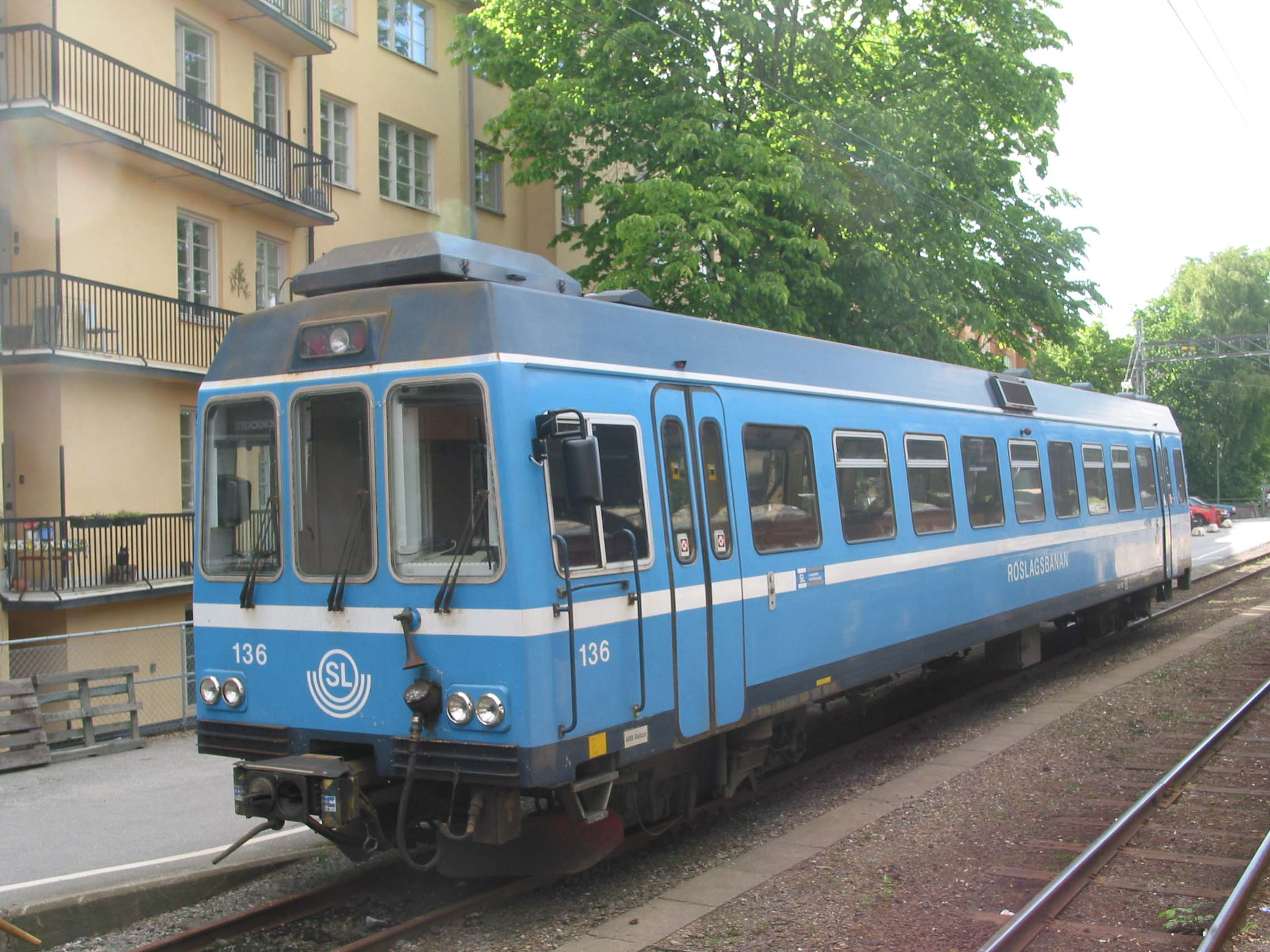
ロスラグスバナン専用車両・X10p形

### バス車両

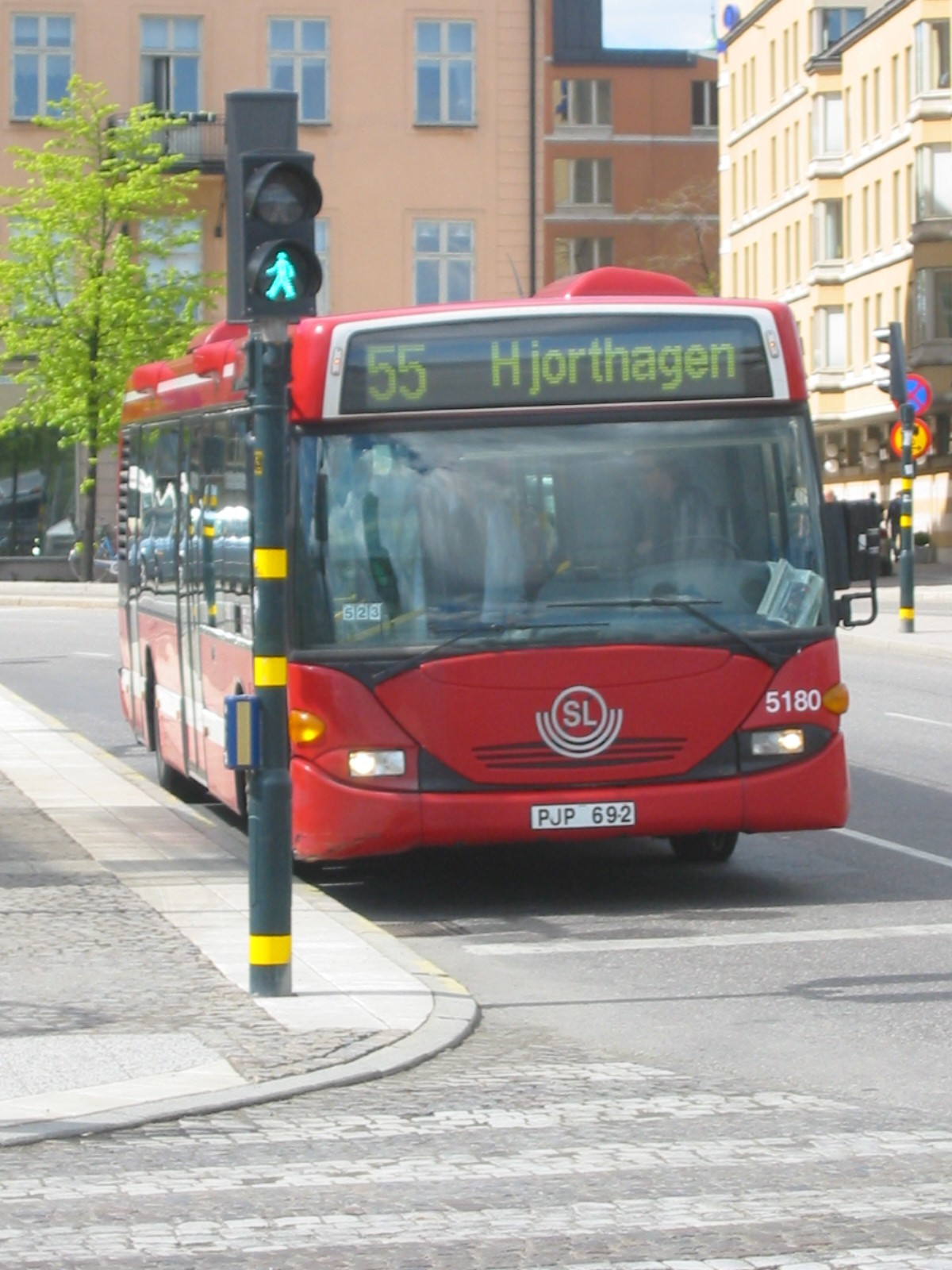
SLのバス